# David Atanga

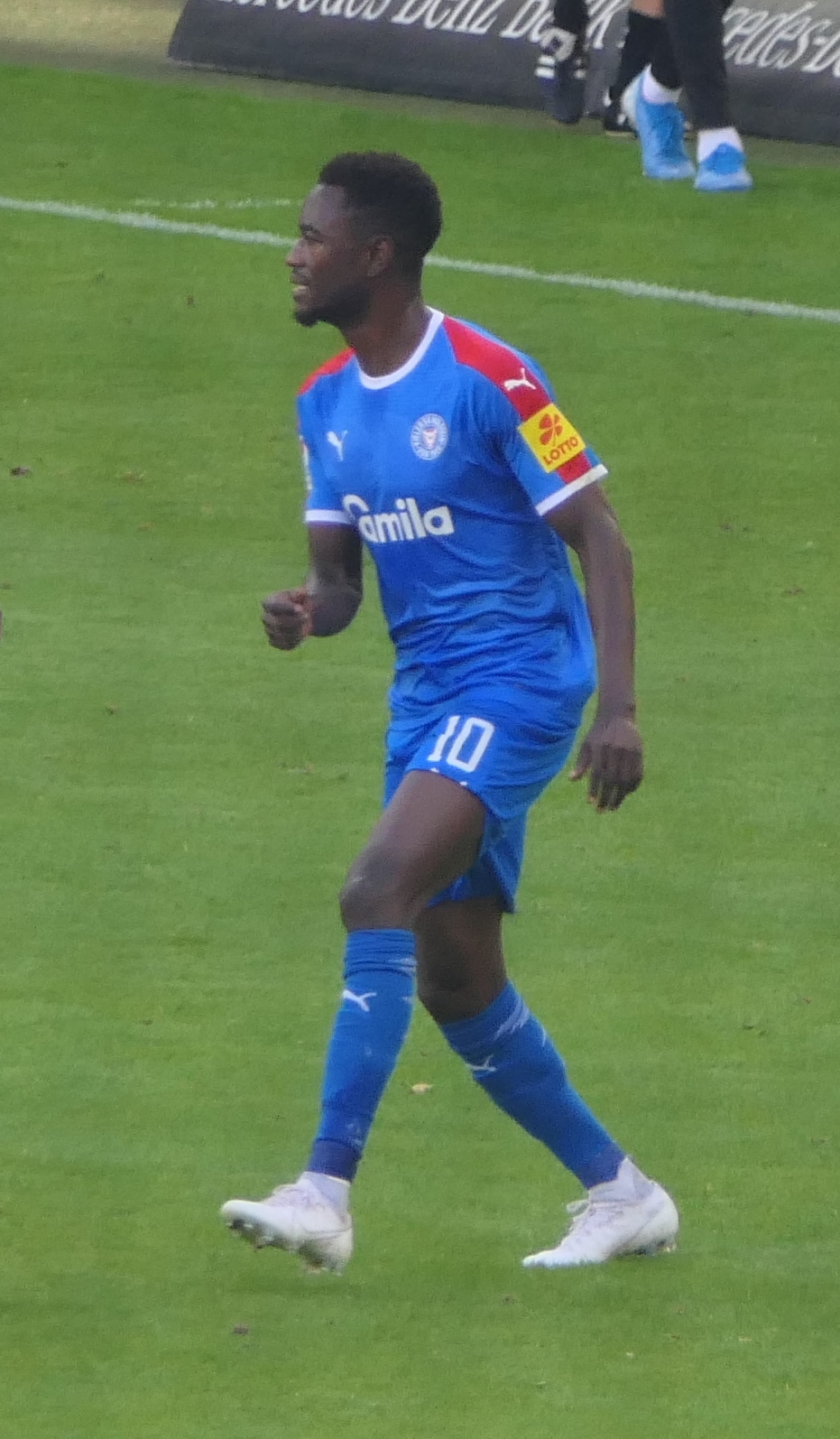
David Atanga bei Holstein Kiel (2019)

David Dona Atanga (* 25. Dezember 1996 in Bolgatanga) ist ein ghanaischer Fußballspieler. Der offensive Mittelfeldspieler steht beim Wolfsberger AC unter Vertrag.

## Karriere

### Verein
Atanga wurde in Bolgatanga geboren, einer Stadt im äußersten Norden Ghanas, nur wenige Kilometer vor der Grenze zum nördlichen Nachbarland Burkina Faso. Im Alter von neun Jahren trat er einem kleinen örtlichen Verein bei und bekam erstmals als Zwölfjähriger ein Angebot der Red-Bull-Akademie Ghana, die im ganzen Land nach Talenten suchte und auf Atanga aufmerksam geworden war. Dieser fühlte sich zu diesem Zeitpunkt jedoch noch zu jung für diesen Schritt und wechselte erst im Alter von 14 Jahren in die im Süden des Landes ansässige Akademie.
Nach der Schließung der dortigen Akademie, die wenig später in der West African Football Academy aufging, kam er, mittlerweile 17-jährig, nach Salzburg, durfte aber als U18-Spieler und Nicht-EU-Ausländer nicht beim Österreichischen Fußball-Bund für den Ligabetrieb angemeldet werden. So konnte er bis zur Vollendung seines 18. Lebensjahrs nur Testspiele und Jugendturniere bestreiten, wo er die Verantwortlichen überzeugte und bereits kurz nach seinem 18. Geburtstag in den Bundesliga-Kader des FC Red Bull Salzburg übernommen wurde.
Zunächst kam er dann aber doch nur bei der Ausbildungsmannschaft der Salzburger, dem FC Liefering, in der zweitklassigen Ersten Liga zum Einsatz, für die er gleich im ersten Punktspiel nach der Winterpause am 27. Februar beim 4:2-Auswärtssieg gegen den SC Austria Lustenau in der 37. Minute den Führungstreffer zum 2:1 erzielte. Es folgten bis zum Sommer weitere 12 Punktspiele für Liefering und in der Abschlusstabelle ein zweiter Platz hinter dem Bundesliga-Aufsteiger SV Mattersburg. In der Saison 2015/16 hatte Atanga dann zwar seine ersten Bundesligaeinsätze für Salzburg, kam aber weiterhin zumeist beim FC Liefering zum Einsatz.
Zur Saison 2016/17 wurde Atanga nach Deutschland an den Zweitligisten 1. FC Heidenheim verliehen. Dort kam er im August und September zu insgesamt fünf Pflichtspieleinsätzen, davon einen in der Startelf. Ab September wurde er von Trainer Frank Schmidt jedoch nur noch in zwei Testspielen berücksichtigt, sodass zur Winterpause der eigentlich noch bis Saisonende laufende Leihvertrag vorzeitig aufgelöst wurde und Atanga nach Salzburg zurückkehrte.
Im Januar 2017 wurde er an den Ligakonkurrenten SV Mattersburg verliehen. Nachdem er zunächst für ein halbes Jahr zu Salzburg zurückgekehrt war, wechselte er im Januar 2018 erneut leihweise zum SKN St. Pölten.
Zur Saison 2018/19 wurde er ein zweites Mal nach Deutschland verliehen, diesmal an den Zweitligisten SpVgg Greuther Fürth.
Zur Saison 2019/20 wechselte er zum deutschen Zweitligisten Holstein Kiel, bei dem er einen bis zum 30. Juni 2022 laufenden Vertrag erhielt. In seiner ersten Spielzeit in Kiel kam er zu 19 Zweitligaeinsätzen. In der Hinrunde der Saison 2020/21 spielte er allerdings keine Rolle mehr und stand kaum im Spieltagskader. Daraufhin kehrte er im Januar 2021 nach Österreich zurück und wechselte leihweise zum Bundesligisten FC Admira Wacker Mödling. Bis zum Ende der Leihe kam er zu 15 Bundesligaeinsätzen für die Admira. Im August 2021 verließ er Holstein Kiel dann endgültig und wechselte nach Belgien zum KV Ostende. Dort kam er 2021/22 in 18 Ligaspielen – zumeist von der Ersatzbank aus – zum Einsatz, blieb dabei selbst torlos und beendete die Saison mit der Mannschaft auf dem zwölften Tabellenplatz. In der Spielzeit 2022/23 kam Atanga vermehrt zum Einsatz, konnte sich jedoch auch hier nicht konsequent durchsetzen, kam am Ende jedoch auf 28 Meisterschaftseinsätze, fünf -treffer und eine -vorlage. Aufgrund einer Rotsperre verpasste der gebürtige Ghanaer in dieser Saison drei Spiele in Folge; außerdem hatte er mit einer Knieverletzung zu kämpfen. Ein 16. Platz in der Endtabelle reichte nicht für den Klassenerhalt; Ostende musste in die zweite belgische Liga absteigen. Atanga blieb der Mannschaft selbst nach dem Abstieg treu. Nach dem Abstieg in die Zweitklassigkeit kam Atanga insgesamt zu 21 Einsätzen in der zweithöchsten Spielklasse. Nach der Saison 2023/24 wurde Ostende jedoch nach finanziellen Problemen aufgelöst.
Zur Saison 2024/25 kehrte Atanga daraufhin nach Österreich zurück und wechselte zum Bundesligisten Wolfsberger AC, bei dem er einen bis 2026 laufenden Vertrag erhielt.

### Nationalmannschaft
Im Jahr 2015 bestritt Atanga fünf Einsätze für die ghanaische U20-Nationalmannschaft, davon jedoch keins über die volle Spielzeit. Nach seinem Debüt bei einem Vorbereitungsspiel gegen Portugal stand er im Kader Ghanas bei der U20-Weltmeisterschaft in Neuseeland. Die Mannschaft spielte in der Vorrunde gegen Österreich, Argentinien und Panama und wurde Gruppensieger, im Achtelfinale folgte eine 0:3-Niederlage gegen Mali. Atanga kam in allen vier Spielen zum Einsatz, wurde jedoch gegen Österreich zur Halbzeit ausgewechselt und bei den anderen Spielen jeweils eingewechselt.

## Erfolge
- Österreichischer Meister: 2016, 2018
- Österreichischer Cupsieger: 2016, 2025